# Kente

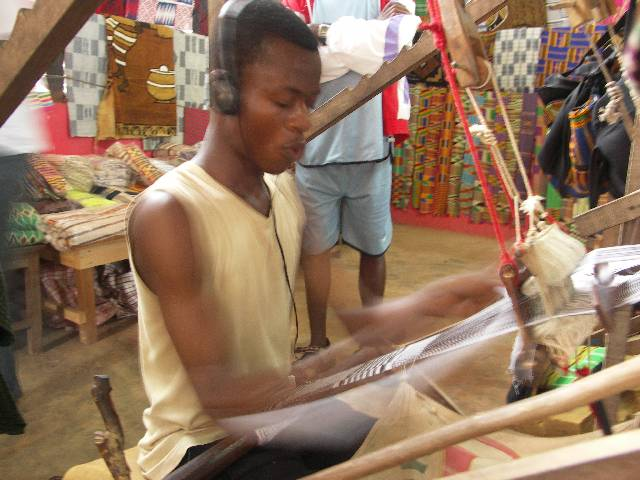
Homem a tecer kente

O kente é um tecido produzido pelas etnias axânti e jejes no Gana. Antigamente ele só podia ser usado por reis. O material básico para sua produção é o algodão do norte do Gana ou a seda. 